# Macrosphenidae
A Macrosphenidae a madarak osztályának verébalakúak (Passeriformes) rendjébe tartozó család.

## Rendszerezésük
A családot Hans Edmund Wolters írta le 1983-ban, az alábbi 6 nem tartozik ide:
- Macrosphenus - 5 faj
- Achaetops - 1 faj
- Sphenoeacus - 1 faj
- Melocichla - 1 faj
- Cryptillas - 1 faj
- Sylvietta - 9 faj